# Iso Latokari
Iso Latokari med Pikku Latokari är en ö i Finland. Den ligger i Bottenviken och i kommunen Karleby i den ekonomiska regionen  Karleby i landskapet Mellersta Österbotten, i den nordvästra delen av landet. Ön ligger nära Karleby och omkring 430 kilometer norr om Helsingfors.
Öns area är 5,6 hektar och dess största längd är 340 meter i sydöst-nordvästlig riktning. I omgivningarna runt Iso-Latokari växer i huvudsak blandskog.

## Några ödelar med egna namn
- Iso Latokari 63°55′01″N 23°14′19″Ö / 63.91692°N 23.23852°Ö
- Pikku Latokari 63°54′58″N 23°14′10″Ö / 63.91617°N 23.23624°Ö

## Klimat
Inlandsklimat råder i trakten. Årsmedeltemperaturen i trakten är 0 °C. Den varmaste månaden är juli, då medeltemperaturen är 16 °C, och den kallaste är januari, med −14 °C.